# كين توماس
كين توماس (بالإنجليزية: Kenn Thomas)‏ هو منظر المؤامرة أمريكي، ولد في 12 يونيو 1958.